# Nadine Zumkehr

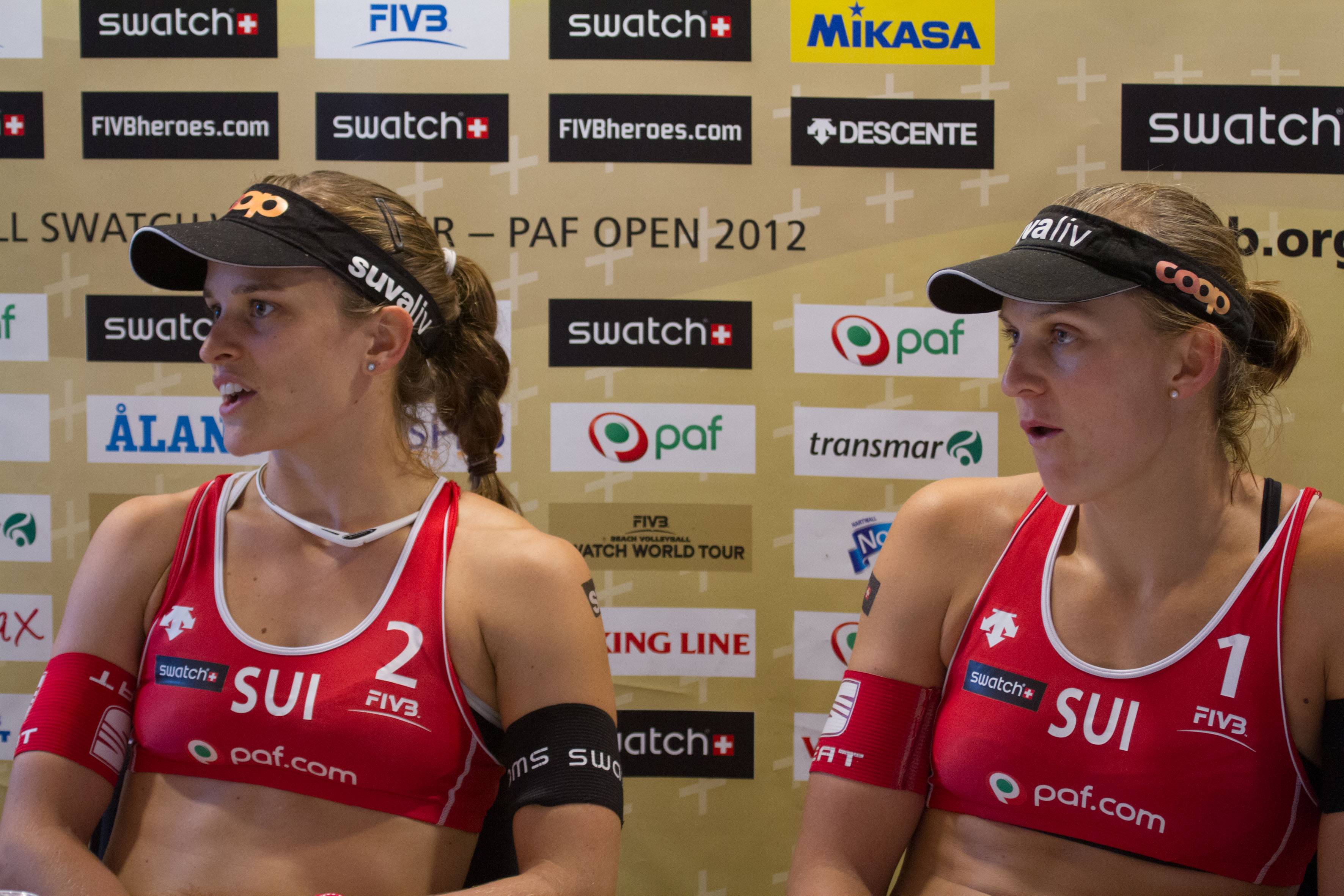
Nadine Zuhmkehr (à gauche) et Simone Kuhn en 2012

Nadine Zumkehr, née le 5 février 1985 à Frutigen, est une joueuse de beach-volley suisse.

## Carrière
Avec Simone Kuhn, elle remporte la médaille de bronze des Championnats d'Europe en 2009.

## Palmarès

### Jeux olympiques d'été
- Néant

### Championnats du monde de beach-volley
- Néant

### Championnats d'Europe de beach-volley
- Médaille de bronze en 2009 à Sotchi (Russie) avec Simone Kuhn